# Вахромеево (Конаковский район)
Вахроме́ево — деревня в Тверской области России, в составе Конаковского района.
Входит в муниципальное образование город Конаково.

## География
Деревня расположена на реке Сучок, в 20 км от федеральной автодороги Москва — Санкт-Петербург М10 (E 105).
Жилой фонд деревни составляет частный сектор. В деревне имеется магазин и кафе-бар.
Транспортное сообщение с городом Конаково осуществляется автобусом № 104 (ул. Гагарина—Энергетик—Карачарово) и маршрутным такси № 114 (Автовокзал—Энергетик—Карачарово).

## История
В начале 1920-х годов деревня была переименована в Ленино, это название сохранялось за деревней до 1940-х годов.

## Население
| 2010 |
| ---- |
| 123  |

Население — 125 жителей (Всероссийская перепись населения 2010 год).